# Метеорологічна станція острова Надії

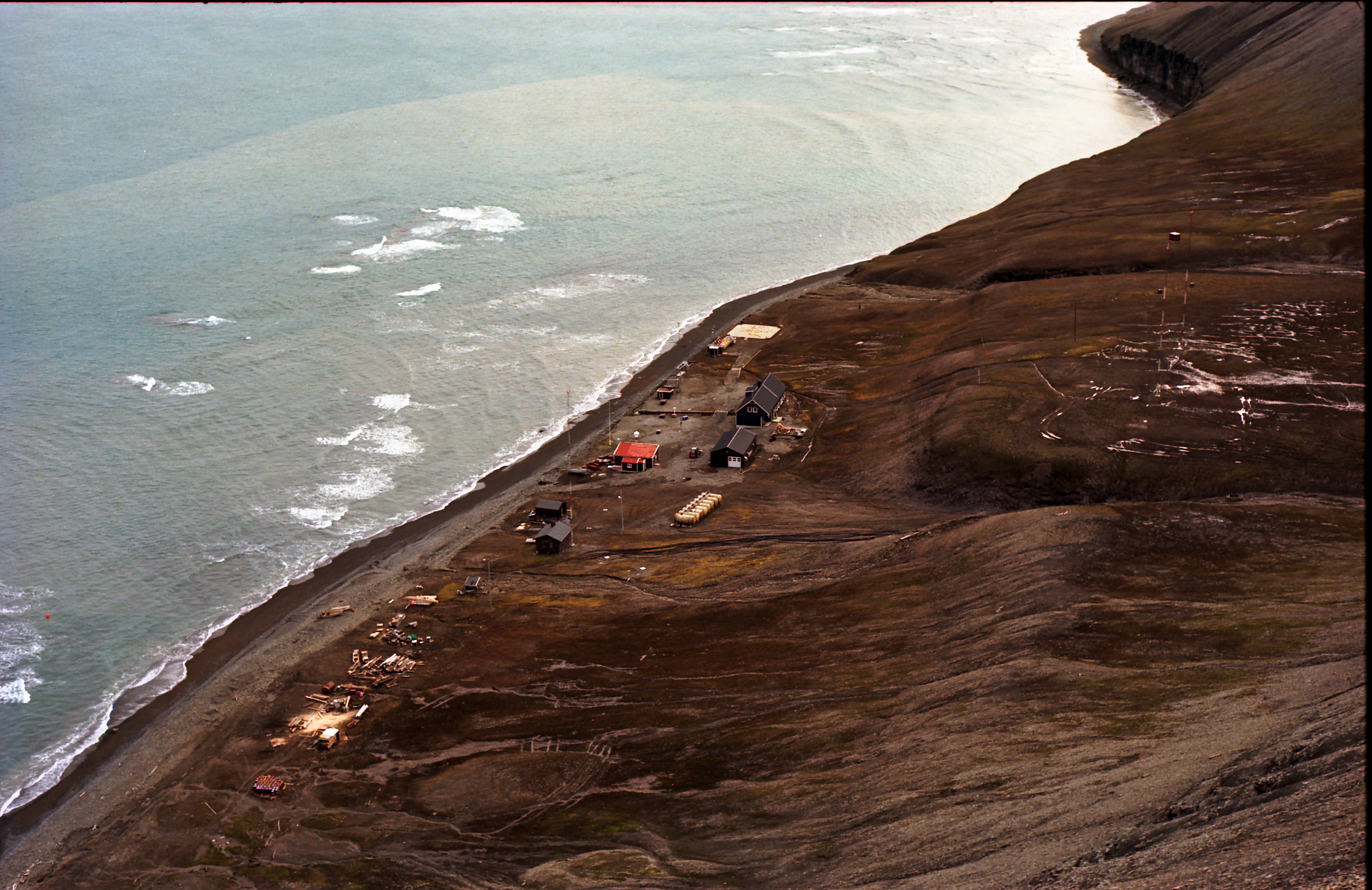
Вид на радіостанцію згори

Метеорологічна станція острова Надії (раніше Радіо острова Надії) — це прибережна метеостанція та єдине поселення на острові Надії на архіпелазі Шпіцберген, Норвегія. Він розташований між горами Коллерф'єллет і Веренскольдф'єллет.
Станція була створена Німеччиною під час операції Цитронелла (1943) під час Другої світової війни. Після війни він перейшов до Норвезького метеорологічного інституту, де працює 4 особи.
28 серпня 1978 року на острові розбилася рання модель літака Ту-16 радянських ВПС, в результаті чого загинули всі сім членів екіпажу. Через два дні, четверо норвезьких метеорологів виявили уламки. СРСР відмовлявся визнавати втрату літака, доки їм не видали тіла екіпажу. Крім того, Норвегія, попри протест радянського уряду, переписала вміст бортового самописця.